# عثمان بن علی
عثمان بن علی از فرزندان علی بن ابی‌طالب و فاطمه بنت حزام بود که از کشته‌شدگان سپاه حسین بود و از یاران حسین بن علی بود که به همراه برادرانش جعفر، عبدالله و عباس حسین را در سفر مکه به کوفه همراهی کرد و سرانجام در نبرد کربلا خولی بن یزید اصبحی به سر او زد و سپس مردم از قبیلهٔ بنی دریم سر او را برید. عثمان در نبرد کربلا ۲۱ سال داشت و مدفن او در کربلا است.